# Lijst van officieren in de Orde van Oranje-Nassau

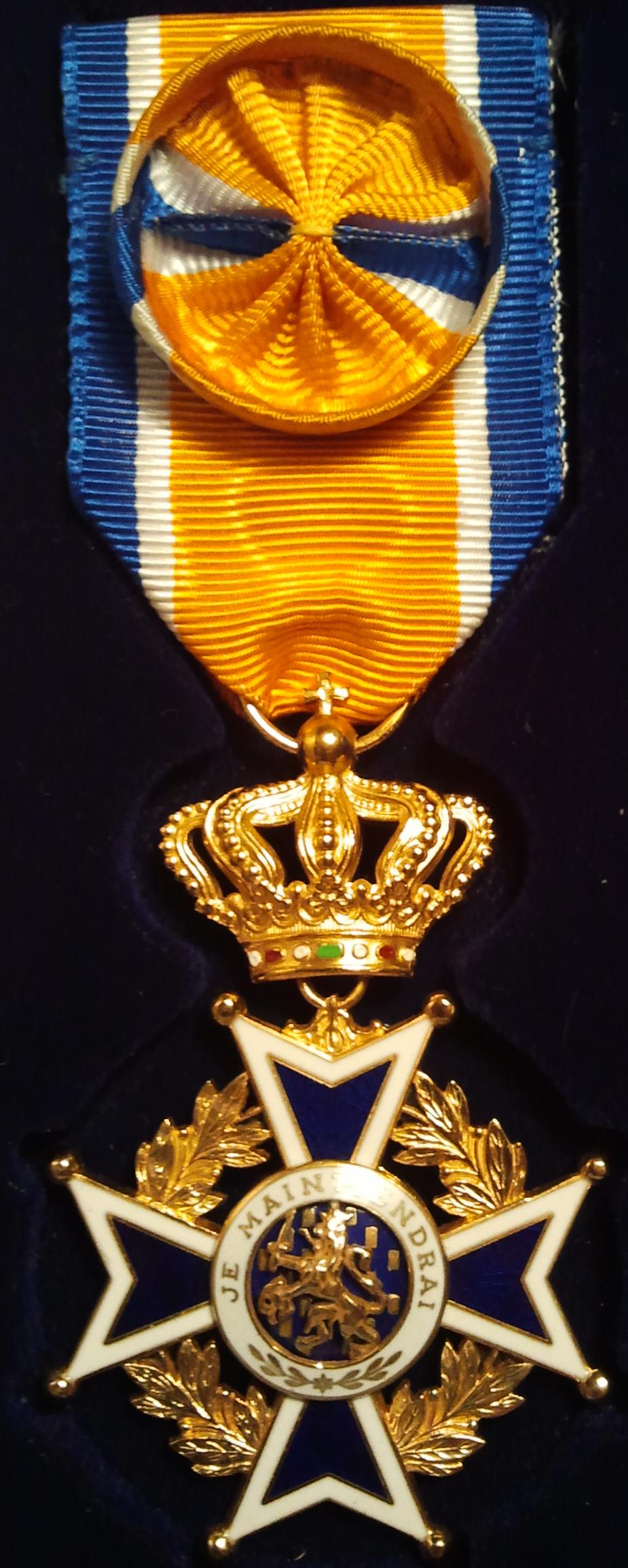
Versierselen van een officier in de Orde van Oranje-Nassau

Dit is een lijst van gedecoreerden als officier in de Orde van Oranje-Nassau over wie een artikel in de Nederlandstalige Wikipedia is opgenomen. Het jaar van decoratie staat, indien bekend, ook vermeld.

## A
- Piet Aalberse (1911)
- Jos van Aalderen (1973)
- Jozias van Aartsen (2002)
- Karin Adelmund (1994)
- Piet Admiraal (1994)
- Bert Alberda (2015)
- François van Alphen
- Ton Amerika (1985)
- Mieke Andela-Baur (1988)
- Rudy Andeweg (2018)
- Kees d'Angremond
- Hans Anker (2016)
- Wim Anker (2016)
- Nicolaas Apeldoorn (1968)
- Agnes van Ardenne-van der Hoeven (2007)
- Ko Arnoldi (1949)
- Dineke van As-Kleijwegt (2007)
- Fons Asselbergs (1993)
- Adrienne d'Aulnis de Bourouill
- Ferdinand Folef d'Aulnis de Bourouill

## B
- Ad van Baal
- Ton Baeten (1984)
- Jan Backx (1947)
- Ernst Hirsch Ballin (2010)
- Tristan Bangma (2024)
- Luuk Bartelds
- Daniel Johannes von Balluseck
- Sonja Barend (2006)
- Hans Basart (1964)
- Leonardus Antonius Maria van Basten Batenburg
- Petrus Bauduin
- Ria Beckers (2004)
- Jan van Beek
- Jan Beelaerts van Blokland
- Johan Anthony Beelaerts van Blokland (1973)
- Johannes Beelaerts van Blokland
- Albert Beerman
- Carel Begeer
- Fritz Behrendt (1995)
- Leo de Bekker (1984)
- Herman van Bekkum
- Jozien Bensing (2004)
- Woutera Sophie Suzanna van Benthem Jutting (1961)
- Samuel Pieter Bentinck
- Thijs van Berckel (1993)
- Ina van Berckelaer-Onnes (2007)
- Hai Berden (2018)
- Max van den Berg (2016)
- Albert Sidney van den Bergh (2002)
- Gerrit Berkhoff (1957)
- Rob Bertholee (2011)
- Henk Beuke (1988)
- Bernard van Beurden (2003)
- Jacqueline Biesheuvel-Vermeijden (2015)
- Hendrik Bijleveld (1913)
- Pieter Claude Bijleveld
- Marja van Bijsterveldt (2012)
- Bernard Bijvoet
- Rutger Dirk Bleeker (1978)
- J.C. Bloem (1952)
- Marion Bloem (2009) (gelijk met haar echtgenoot Ivan Wolffers)
- Karin Bloemen (2011)
- Hans Bloemendal (1994)
- Hugo Willibrord Bloemers (1956)
- Rob Blokzijl (2010)
- André Blomjous
- Jacob Eliza Boddens Hosang (1958)
- Dick de Boer (2011)
- Herman Pieter de Boer (2008)
- Margreeth de Boer (1998)
- Archibald Theodoor Bogaardt
- André Bolhuis (1996)
- Johannes Jacobus van Bolhuis
- Max Charles Emile Bongaerts (1909)
- Abe Bonnema
- Harry Borghouts (2006)
- Jan Borghouts
- Marco Borsato (2004)
- Els Borst (2002)
- Wouter Bos (2010)
- Isaac van den Bosch
- Majoor Bosshardt (1985)
- Ben Bot (1985)
- Paul Bovend'Eert (2020)
- Roger van Boxtel (2002)
- Cornelis Albert de Brauw
- Willem Breedveld
- Wiel Bremen (1987)
- Laurens Jan Brinkhorst (2002)
- Harry Brinkman (2015)
- Lucas Franciscus Britzel (1938)
- Arno Brok (2017)
- Eppo Brongers (2006)
- Willem Bronkhorst
- Annie Brouwer-Korf (2005)
- Kees Brouwer (1981)
- Tiemen Brouwer (1961)
- Pi de Bruijn
- Rudolf Floris Carel de Bruijn (1910)
- Harm Bruins Slot (2008)
- Hubert Bruls (2023)
- Margaretha Bruyn-Hundt (1989)
- Armin van Buuren (2011)
- Paul Buysse (1994)

## C
- Simon Carmiggelt (1983)
- Lieve Christiaens (2015)
- Paul Comenencia (2010)
- Marc Compernol
- Clemens Cornielje (2012)
- Ferry Corsten (2022)
- Moises Frumencio da Costa Gomez
- Louis Couperus (1897)
- Kitty Courbois (1998)
- Hans Couzy
- Jean Hubert Couzy (1950)
- Jacqueline Cramer (2010)
- Willem Karel du Croix (1909)
- Johan Cruijff (2002)

## D
- Kommer Damen (1994)
- Huub Dassen (1962)
- Harry Degen
- Pauline Dekker (2021)
- Frans Derks (2009)
- Jo Derksen (1959)
- Corinne Dettmeijer (2017)
- Frank De Winne
- Ineke Dezentjé Hamming-Bluemink (2021)
- Mar Diemèl (1969)
- Theo van Dijke
- Loek Dijkman
- Hans Dijkstal (1998)
- Emeri van Donzel
- Karel Doorman
- Hans Dorrestijn (2011)
- Willem Dreesmann
- Job Drijber
- Koos Drijber (1931)
- Sikko Berent Drijber (1935)
- Jan Drijver (1954)
- Wim van Drimmelen (2008)
- Jo Johannis Dronkers (1959)
- Willem Dudok (1931)
- André van Duin (2011)
- Toon Dupuis (1921)

## E
- Karel van Eerd (2007)
- Erick van Egeraat (2016)
- Sylvester Eijffinger (2023)
- Henk Eijsink
- Rudi Ekkart (2001)
- Jacco Eltingh (1998)
- Janine van den Ende (2014)
- Wilken Engelbrecht (2012)
- Karel Johannes van Erpecum
- Adri van Es
- Camiel Eurlings (2010)
- Hanske Evenhuis-van Essen (1987)
- Bloeme Evers-Emden (1991)
- Maurits Cornelis Escher (1967)

## F
- Tjeerd de Faber
- Diederik Fabius
- Martin Fase (1995)
- Robert Feenstra
- Rik Felderhof (2003)
- Albertus Constant van der Feltz
- Annetje Fels-Kupferschmidt
- Gustaaf Willem Jacobus van der Feltz
- Jacobus van der Feltz
- Warmold Albertinus van der Feltz (1873)
- Hector Marius van Fenema
- Ferdinand Fiévez (1985)
- Jacob Fokkema (2008)
- Johan Fox (1974)
- Jan von Franck
- Philip Freriks (2024)
- Johan Furstner

## G
- Louis van Gaal (2023)
- Harry Garretsen (2022)
- Marc Gedopt
- Pieter Geelen (2016)
- Paul van Geest (2025)
- Joep Geraedts (2008)
- Aart Jan de Geus (2007)
- Lambert Giebels (1986)
- Bert Gijsberts (2008)
- Rob van Gijzel (2016)
- Frans Gijzels
- Gerrit Glas (2020)
- Harold Goddijn (2016)
- Eva de Goede (2021)
- Jane Goodall (2023)
- Ad van Goor (2013)
- Fred de Graaf (2011)
- Thom de Graaf (2005)
- Coen Graaff
- Louw de Graaf (1977)
- Jan Jaap de Graeff (2013)
- Frank de Grave (2002)
- Maria Grever (1998)
- Annemarie Grewel (1989)
- Arjen van der Grijn (2017)
- Jacques Grishaver (2021)
- Gerrit Grolleman
- Gerard Johannes de Groot (1938)
- Jan Frans de Groot
- Anneke Grönloh (1997)
- Marcel van Grunsven (1933)
- Theodorus Johannes Maria Gruter (1967)
- Jan Willem Gunning (2016)

## H
- Lex Haak (1995)
- Hendrik Willem ter Haar
- Joannes ter Haar
- Bert Haars
- Pieter Anne Haaxman
- Berend Hakkeling (1962)
- Jan Hamel (2006)
- Geert Jan Hamilton (2018)
- Bernard Hammelburg (2019)
- Willem van Hanegem (2024)
- Lenie 't Hart (1996)
- Frans Hartman
- Floor den Hartog (1953)
- Gerard den Hertog (1948)
- Carel de Haseth (1999)
- Dirk Catharinus Hasselman (1930)
- Ad Havermans (2002)
- Pieter Leonard Hazelzet
- Gerrit Jan van Heek
- Sybrand Heerma van Voss (1900)
- Jacques van Hellenberg Hubar
- Wim Hendriks (1985)
- Eveline Herfkens (2002)
- Corrie Hermann (1992)
- Loek Hermans (2002)
- Toon Hermans (1969)
- Abraham Hesselink (1923)
- Hans Hillen (2012)
- Frans Hoek (2022)
- Liebje Hoekendijk (2002)
- Jouke Hoekstra (2018)
- Onno Hoes (2022)
- Maria van der Hoeven (2010)
- Pieter Hofstede Crull
- Klaske Hofstee (2017)
- Roelf Hofstee Holtrop
- Lykle Hogerzeil (1985)
- Jacob Laurens den Hollander
- Ed d'Hondt (2008)
- Jan van Hooff (primatoloog)
- Ferry Hoogendijk
- Piet Hoogendoorn
- Hans Hoogervorst (2007)
- Gijsbert van Hoogevest (2009)
- Jaap de Hoop Scheffer (2003)
- René Höppener (1946)
- Guusje ter Horst (2010)
- Hans Houtsmuller
- Henri Louis Felix Marie van Hövell van Wezeveld en Westerflier
- Machteld Huber (2021)
- Trees Huberts-Fokkelman (1995)
- Karel van der Hucht (2013)
- Jan Hudig
- Henny Huisman (1997)
- Johannes Huizinga (1935)
- Tineke Huizinga (2010)
- Govert Huijser (in 1988 bevorderd tot Grootofficier)
- Gerardus Huysmans (1939)
- Henri Willem Karel Huyssen van Kattendijke (1982)

## I
- Kees IJmkers
- Gerrit IJsselstein
- Mien van Itallie-van Embden (1950)

## J
- Bart Jacobs (wetenschapper) (2012)
- Binyomin Jacobs (2012)
- Cor de Jager (1973)
- Jan Kees de Jager (2012)
- Louis Jansen (1969)
- Dick Jaspers (2002)
- Simon Jelsma (1981)
- Hoyte Jolles
- Tetje de Jong (1977)
- Jan Jonker (2018)
- Annemarie Jorritsma (2002)
- John Jorritsma (2022)
- Jacob Paul Josephus Jitta (1946)
- Ab Jüdell (1983)
- Erik Jurgens (2013)

## K
- Brigitte Kaandorp (2009)
- Margrite Kalverboer (2021)
- Flip de Kam (2009)
- Jan Kamminga
- Henk Kamp (2007)
- Arie Kampman (1958)
- Jan Adriaan Kant (1975)
- Wanda de Kanter (2021)
- Karel Kasteel
- Hans Keilson (2009)
- Piet Kerstens
- Henk Kesler (2013)
- Herman Derk van Ketwich Verschuur
- Jan Keunen (2021)
- Herre Kingma (2006)
- Arie Klapwijk
- Jan Kleinpenning (2010)
- Simone Kleinsma (2018)
- Janine Klijberg (2014)
- Ab Klink (2010)
- Dirk Jakobus Klink
- Hans Klok (2019)
- Nap de Klijn (1975)
- Andries Knevel (2009)
- Willem Ernest van Knobelsdorff (1973)
- Geert-Jan Knoops (2009)
- Sieto Robert Knottnerus (1965)
- Cornelis Knulst
- Alis Koekkoek (2004)
- Peter Koelewijn (2020)
- Bert Koenders (2010)
- George Carl Emil Köffler
- Willem van Kooten (2006)
- Gauke Kootstra (1936)
- Herman Koppeschaar
- Benk Korthals
- Freek Koster (2011)
- Arno Kramer (2021)
- Jan Arnold Kramer (1952)
- Friso Kramer
- Sven Kramer (2022)
- Huibert Krijgsman (1951)
- Ab Krook (2006)
- Salomon Kroonenberg (2011)
- André Kuipers (2004)
- Björn Kuipers (2019)
- Harm Kuipers (2010)
- Jan Kuperus (1979)
- Wiel Kusters (2010)
- Sjoerd Kuyper (2014)

## L
- Eberhard van der Laan (2010)
- Eugène Lacomblé
- Herman Johannes Lam
- Joan Leemhuis-Stout (2003)
- Gerd Leers (2010)
- Oscar Leeuw (1933)
- Hannie van Leeuwen (1973)
- Jan van Leeuwen (2009)
- Luigi van Leeuwen
- Cornelis Willem Lely (1931)
- Hans Leijtens (2015)
- Ben Leito
- Louis Lemaire (2007)
- Henri Lenferink (2023)
- Frans van Lennep (1931)
- Han Leune (2001)
- Karel Leunissen (2020)
- Léon Lhoest
- Kees van der Linden (1990)
- Willy Lindwer (2010)
- Harry Lintsen (2003)
- Harry Lockefeer (1995)
- Gerrit Gesinus Loggers (1965, bevordering)
- Joghem van Loghem
- Paul van Loon (2008)
- Age Johan Looxma van Welderen Rengers (1939)
- A.J. de Lorm (1956)
- George Benjamin Lowe
- Joseph Luns (1949)
- Dennis Luyt (2023, met de zwaarden)
- Guus Lycklama à Nijeholt (2016)

## M
- Nop Maas (2010)
- Albert Jan Maat (2016)
- Maria Mackenzie (1981)
- Mongui Maduro
- Max Malcorps
- Henri Mannaerts
- Theda Mansholt (1933)
- Rutsel Martha (2004)
- Churandy Martina (2024)
- Tanja Masson-Zwaan (2020)
- Marita Mathijsen (2009)
- Jannis Pieter Mazure
- Jaap van Meekren (1993)
- Arij van der Meer (1973)
- Guus Meeuwis (2024)
- Henk Jan Meijer (2019)
- Jan Eduard Adriaan Meijer (1893)
- Harry Meinardi (1982)
- Ad Melkert (1988)
- Sieto Mellema (1989)
- Willem Mengelberg (1902, in 1948 vervallen verklaard)
- Truus Menger-Oversteegen (1998)
- Harald Merckelbach (2013)
- Harm van der Meulen (1980)
- Eimert van Middelkoop (2010)
- Rinus Michels (1988)
- Linda de Mol (2011)
- Willem Molkenboer (1914)
- Martin Monnickendam
- Maria Montessori (1950)
- Johan Philip de Monté ver Loren (1937)
- Henk Mostert (1987)
- Johan Nicolaas Mulder
- Pim Mulier
- Harry Mulisch (1992)

## N
- Ronald Naar (1996)
- Top Naeff (1934)
- Ronny Naftaniel (2001)
- Assueer Jacob van Nagell
- Johannes Gerardus Maria van Nass (1951)
- Willem Naudin ten Cate (1911)
- Lambertus Neher (1939)
- Nico Nelissen (2002)
- Tineke Netelenbos (2002)
- Quito Nicolaas (2022)
- Atzo Nicolaï (2007)
- Ivo Niehe (2001)
- Victor Emilius Nierstrasz
- Anya Niewierra (2023)
- Ruud Nijhof (2007)
- Buurt van Nispen tot Pannerden (1954)
- Saskia Noort (2022)

## O
- Wubbo Ockels (1985)
- Francine Oomen (2015)
- Camille Oostwegel (2012)
- Ivo Opstelten (2004)
- Harry Otten (2011)
- Ruud Oudenhoven

## P
- Fredericus Aurelius Reinoldus Padberg (1921)
- Jacobo Palm (1982)
- Gerard Panhuysen
- Helen Parkhurst (1957)
- Martin Paul (2021)
- Adriaan Paulen (1961)
- Peter-Frans Pauwels (2016)
- Eric Peels (2023)
- Gerard Peijnenburg (1961)
- Karla Peijs (2007)
- Annemarie Penn-te Strake (2023)
- Bram Peper (2003)
- Suzanne Perlman (2009)
- Leonard Antoon Hubert Peters
- Wim Peters (1986)
- Anton Pieck
- Wim Pijbes (2016)
- Willem Hubert Pijls
- Ronald Plasterk (2010)
- Bas Plaisier (2008)
- Jetze Plat (2024)
- Hein van de Poel (1960)
- Boudewijn Poelmann (2012)
- Jan Poels
- Hans Pont
- Willemijn Posthumus-van der Goot (1983)
- Joost Prinsen (2004)
- Jan Pronk (2002)
- Dick van Putten (2012)

## R
- Kees Raedts (1951)
- Louis Raemaekers (1934)
- Adolphe Regout
- Petrus (III) Regout
- Marcel Reich-Ranicki (2010)
- Joop van der Reijden (1982)
- Aleid Rensen-Oosting (1992)
- Martin Rem (28 februari 2008)
- Johan Remkes (2007)
- Gustaaf Johannes Petrus Renier (1947)
- Jan Renkema (2013)
- Gerard Reve (1993)
- Felix Rhodius (2006)
- Herman te Riele (2011)
- Peter Rietbergen (2009)
- Johannis de Rijke
- Martin van Rijn (2008)
- Hedzer Rijpstra (1970)
- Gerrit van Rijt (1950?)
- Rintje Ritsma (1999)
- Jo Ritzen (1998)
- Roel Robbertsen (2013)
- Harm Roelfsema
- Willem Albert Johan Roelofsen (1947)
- Cornelius Rogge (2005)
- Ton Rombouts (2011)
- René Römer (1977)
- Evert Rongen (1992)
- Dirk Roosenburg (1939)
- Piet de Rooy (2009)
- Uri Rosenthal
- Daniel Pieter Ross van Lennep (1933)
- André Rouvoet (2010)
- Ger Ruijters
- Betteke van Ruler (2013)
- Paul Rüpp (2021)
- Wim Rutgers (2014)
- Raymond Rutting
- Raimond Nazaire de Ruijter van Steveninck (1937)
- Cor Ruys (1950)

## S
- Ben Sajet (1952)
- Edwin van der Sar (2010)
- Niek van Sas (2015)
- Joost Schaberg
- Wilmar Schaufeli (2019)
- Toer van Schayk (2016)
- Ard Schenk (1998)
- Erik Scherder (2017)
- Henk Schiffmacher (2017)
- Coen Schimmelpenninck van der Oije
- Mineke Schipper (2008)
- Frederik Lodewijk Schlingemann (1925)
- Jos Schmutzer (1925)
- Marie Louis Willem Schoch
- Berend Schoep
- Jan Frederik Schönfeld (1930)
- Jan Schrijen (2016)
- Egbert Schuurman (2003)
- Eddy Schuyer
- Hendrik Willem Sebbelee (1931)
- Geerda Johanna van Selms (1974)
- Duco Wilhelm Sickinghe (1950)
- Nicoline van der Sijs (2011)
- John Sillem (1837-1896)
- Johann Gottlieb Sillem (1893-1955)
- Mohamed Sini (2009)
- Jan Sipkema
- J.G. Sissingh (1955)
- Jan Slagter (2015)
- Carry Slee (2010)
- Cornelis Sleeswijk
- Willem van der Slik (1995)
- Adriaan Slob (1874-1945)
- Frits Slomp (1968)
- Jan Sluijters (1933)
- Meyer Sluyser (1965)
- Jan Smeets (1945)
- Henk Smeijsters (2011)
- Jan Smit (2017)
- Jan Smit (2020)
- Wibi Soerjadi (2022)
- Marguerite Soeteman-Reijnen  (2024)
- Bertus Sonneveld (1955)
- Winnie Sorgdrager (1998)
- Ed Spanjaard (2012)
- Ton Stadhouders
- Cor van Stam
- Florentine Steenberghe-Engeringh (1927)
- Bram van der Stok
- Frans Stokman (2002)
- Willemijn Stokvis (22 februari 2017)
- Carel Stolker (8 februari 2021)
- Errol Frank Stoové (15 juni 2012)
- Marie Stoppelman (1979)
- Hermanus Joannes Josephus Maria van Straelen (1946)
- George Willem Stroink
- Joost Swarte (2004)

## T
- John Tattersall (1931)
- Albert Termote (1969)
- Erica Terpstra (2010)
- Joost Terwindt (1933-2013)
- André Testa (1995)
- Jac. P. Thijsse (1925)
- Jan Thomassen à Thuessink van der Hoop (1924)
- Theo Thurlings (1961)
- Walter Thys (1978)
- Arnold Tilanus (1963)
- Freerk Tjaberings
- Charles Tombeur (1911)
- Nicolaas August Tonckens
- Hermannus van Tongeren sr.
- Marten Toonder (1982)
- Pieter Tops (2025)
- Emsley Tromp (2009)
- Jan Groen Tukker (1938)

## U
- Marc van Uhm (2011)
- Joop den Uyl (1978)
- Henk Ulrici

## V
- Cornelis Johannes Valk (1953)
- Oscar Vankesbeeck (1940)
- Johan van Veen (1950)
- Walle Melis Oppedijk van Veen (1971)
- Jo Vegter
- Onno van Veldhuizen (2021)
- Kars Veling (2016)
- Monique van de Ven (1997)
- Kitty Verbeek (1984)
- Leen Verbeek (2023)
- Gerdi Verbeet (2022)
- Ad Verbrugge (2016)
- Gerda Verburg (2010)
- Joep Verburg (2015)
- Rita Verdonk (2007)
- Maxime Verhagen (2012)
- Hans Verheijen
- Cornelis Verhoeven
- Rob Verkerk (2017)
- Willemijn Verloop (2007)
- Willem Vermeend (2002)
- Petrus Verschure (1926)
- Gustave Marie Verspyck
- Max Verstappen (2022)
- Ben Verwaayen (2006)
- Tijs Verwest (2004)
- Harriette Verwey (2017)
- Corinne Vigreux (2016)
- Willem Vogelsang (1914)
- Mathias Voges (1993)
- Frans Vonk de Both
- Joris Voorhoeve (1998)
- Lou Vorst (1971)
- Nicolaus Vos de Wael (1921)
- Jan Reinier Voûte (1978)
- Ruud Vreeman (2008)
- Klaas de Vries (2002)
- John Vrieze (2009)
- Simone van der Vlugt (2020)
- Kees Vuik (2021)

## W
- Cees Waal (2008)
- Lodewijk de Waal (2006)
- Annie de Waard (1978)
- Jan Wolter Wabeke (2007)
- Gerard van Waes (april 1962)
- Paul Wagtmans (1991)
- Willem Warnaar (1937)

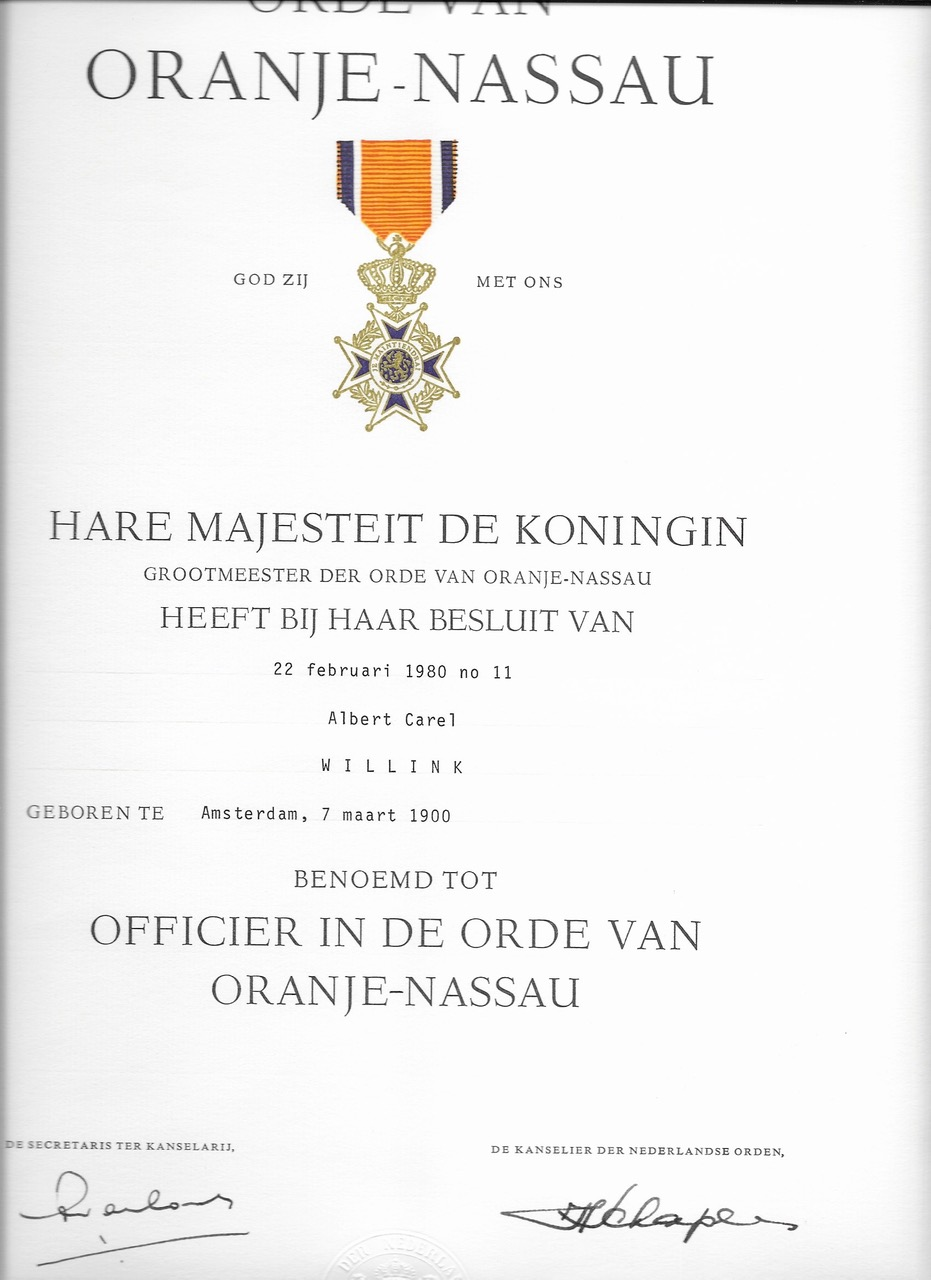
Oorkonde Carel Willink

- Marius Alphonse Marie Waszink (1924)
- Quinten Waverijn (1984)
- Maartje van Weegen (2010)
- Klaas Weide
- Johan Hendrik Weidner (1947)
- Zoni Weisz
- Antoon van Welie (1927)
- Lidewij Welten (2021)
- Jaap Wertheim (1993)
- Dik Wessels (1999)
- Louis Constant Westenenk
- Fons van Wieringen
- Jan Aernout van der Does de Willebois
- Fons Wijnen
- Joop Wijn (2007)
- Dick Wijte (2017)
- Frans Gerard de Wilde (1978)
- Carel Willink (1980)
- Micha de Winter (2013)
- Herman Wisselink (1987)
- Kees Witholt
- Heinrich Witte (1909)
- René Wittert van Hoogland
- Guido van Woerkom (2015)
- Bertie Wolff (1948)
- Mozes Jacob Wolff (1938)
- Ivan Wolffers (2009) (gelijk met zijn echtgenote Marion Bloem)
- Jan Wuite (1927)

## Z
- Juul Zandbergen
- André van der Zande
- Lambertus Zijl (1926)
- Henk Zijm
- Robbert van Zinnicq Bergmann
- Kelly van Zon (2021)
- Bert van der Zwaan (2018)